# Florida Cracker Horse
Vous lisez un « bon article » labellisé en 2013.
Le Florida Cracker Horse est une race chevaline originaire de Floride, aux États-Unis. Il est physiquement et génétiquement très proche des races ibériques, et notamment du cheval colonial espagnol. C'est un cheval d'allures, renommé pour son agilité et sa vitesse. Les Espagnols l'amènent avec eux dans la région vers 1520 ; établissant progressivement une colonie, ils emploient leurs chevaux pour l'équitation de travail avec le bétail.
Ces chevaux sont développés jusqu'à prendre le type qui est le leur de nos jours et continuent, jusqu'en 1930, à être utilisés par les cow-boys de Floride, connus sous le nom de « crackers ». Ils commencent dès lors à être remplacés par des Quarter Horse américains, nécessaires au travail avec du gros bétail, importé en Floride depuis le Dust Bowl. Le nombre d'animaux diminue fortement. Grâce aux efforts de plusieurs familles d'éleveurs et du gouvernement de Floride, la race est sauvée de l'extinction. Les effectifs restant sont très faibles et l'American Livestock Breeds Conservancy et l'Equus Survival Trust considèrent la race comme en danger critique.

## Terminologie
Le Florida Cracker est également connu sous le nom de « Seminole (pony) »,, en raison de sa longue association historique avec cette tribu amérindienne. D'autres noms possibles sont « poney de prairie », « cheval de Floride », « poney à bétail de Floride » (« Florida Cow Pony ») et Grass Gut,.

## Histoire

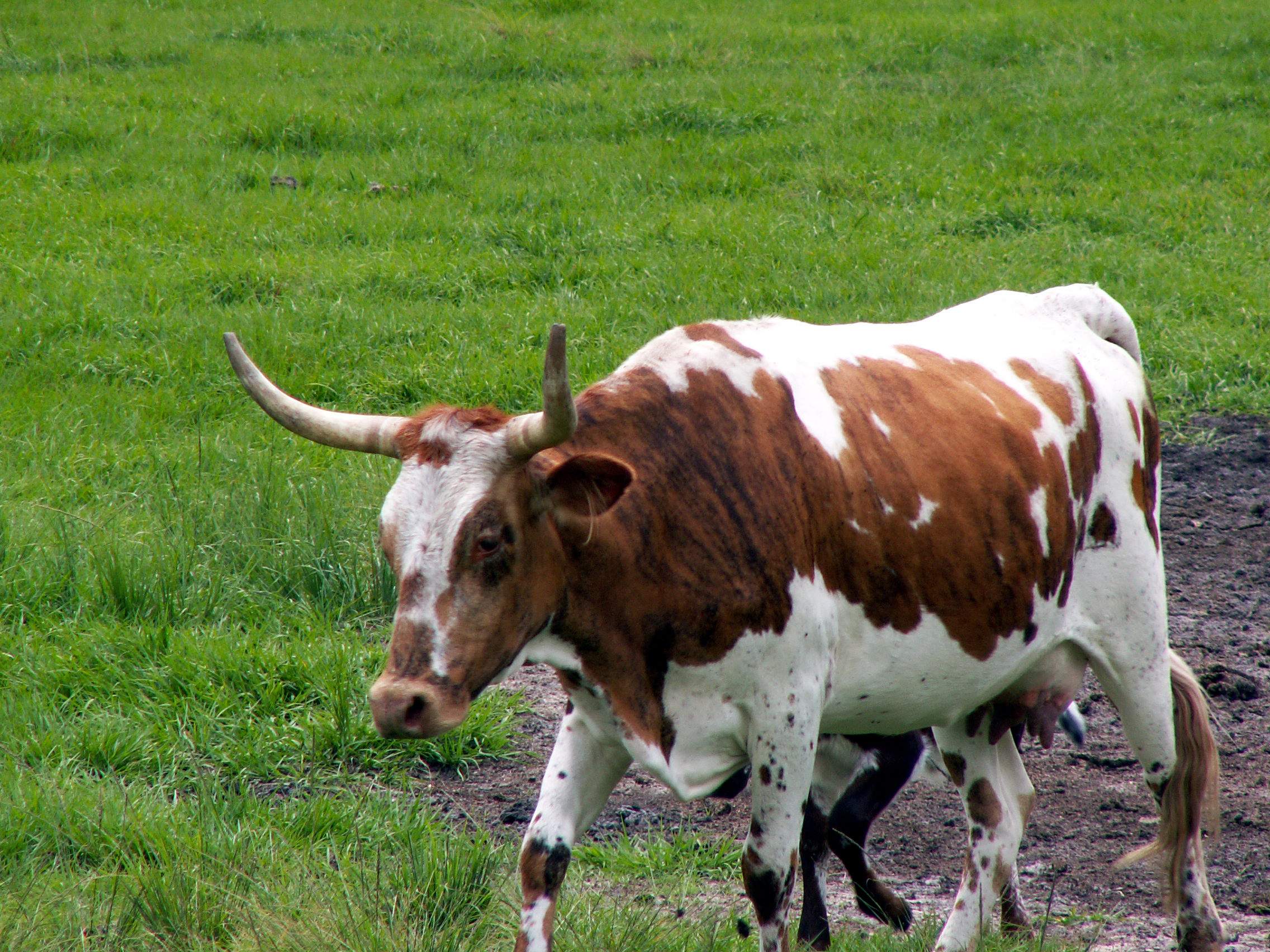
Une vache de Floride.

Le Florida Cracker Horse possède une longue histoire, mêlée à celle du bétail et aux introductions de chevaux espagnols en Floride. Il forme l'une des plus anciennes races (sinon la plus ancienne) de chevaux des États-Unis. Les ancêtres de la race arrivent au sud du continent nord-américain en 1521, amenés par Ponce de Leon depuis son second voyage dans la région. Ils sont utilisés par les officiers, les scouts et les éleveurs de bétail. Les expéditions ultérieures permettent d'amener davantage de chevaux et de bétail dans la Floride espagnole. À la fin du XVIe siècle, ces chevaux sont largement utilisés pour le travail local avec le bétail. Un siècle plus tard, l'industrie est florissante, surtout dans le nord de la Floride et le sud de la Géorgie. Les chevaux emmenés en Amérique du Nord par les Espagnols et qui par la suite y ont été élevés incluent des Barbes, Garranos, Genet d'Espagne, Sorraias et Andalous, ainsi que d'autres races ibériques. Dans l'ensemble, ces chevaux sont relativement petits et ont des traits physiques distinctifs propres aux races espagnoles, tels leur dos court, leurs épaules tombantes, la queue attachée bas et le front large.
Les premiers conducteurs de bétail, surnommé Florida crackers (« crackers de Floride ») et Georgia crackers (en) (« crackers de Géorgie »), emploient ces chevaux espagnols pour l'équitation de travail avec les bovins locaux (Florida Cracker Cattle). Ces cow-boys doivent leur surnom au son distinctif produit par leurs fouets dans l'air, ce nom s'est propagé à la fois aux chevaux qu'ils montent et au bétail qu'ils mènent.
Grâce à son utilisation principale en tant que cheval de travail, le type développé en Floride est connu pour sa vitesse, son endurance et son agilité. Depuis le milieu du XVIe siècle jusqu'aux années 1930, ce cheval est prédominant dans le sud-est des États-Unis. Pendant la Guerre de Sécession (1861-1865), les deux belligérants achètent de grandes quantités de bétail de Floride, les chevaux espagnols élevés sur place sont très recherchés comme chevaux de selle. Pendant ce temps, il y a introduction continue de nouveaux chevaux espagnols depuis Cuba, ces chevaux étant vendus et échangés dans les deux sens.

### XXeetXXIesiècles
Pendant les Dirty Thirties dans le Dust Bowl (1930-1940), le gros bétail de l'Ouest est déplacé en Floride, apportant avec lui un parasite causant des myiases, la Lucilie bouchère (Cochliomyia hominivorax). Les bovins porteurs de ce parasite doivent être traités fréquemment. Les cow-boys constatent que les chevaux de Floride, élevés pour travailler avec du bétail de plus petite taille, ne sont pas en mesure de contenir les bovins imposants venus de l'Ouest. Ils remplacent leurs petits chevaux par des Quarter Horses. Cela conduit la race de Floride au bord de l'extinction,.
La survie de la race est assurée au cours du XXe siècle par un petit nombre de familles, qui continuent à élever le Florida Cracker Horse et gardent des lignées distinctes. John Law Ayers, l'un de ces éleveurs, donne en 1984 tout son troupeau de purs Florida Cracker Horses à l'État de Floride. L'État crée et gère trois petits troupeaux à Tallahassee, dans la forêt d'État de Withlacoochee (en) et dans la Paynes Prairie. En 1989, cependant, ces trois troupeaux constituent, avec une centaine d'autres chevaux appartenant à des propriétaires privés, tout ce qui reste de la race. Le 17 août de la même année, la Florida Cracker Horse Association est fondée, et en 1991, un stud-book est établi. Après la création de ce registre, 75 chevaux sont désignés comme fondateurs et 14 de leurs descendants sont immédiatement enregistrés. Ces chevaux proviennent principalement de quatre lignées de Florida Cracker Horse de Pur-sang et ont été désignés comme pure race par des experts, les chevaux croisés s'étant vu refuser l'entrée dans le registre.
À compter du 1er juillet 2008, la chambre des représentants de la Floride déclare le Florida Cracker Horse cheval officiel de l'État de la Floride.

## Description

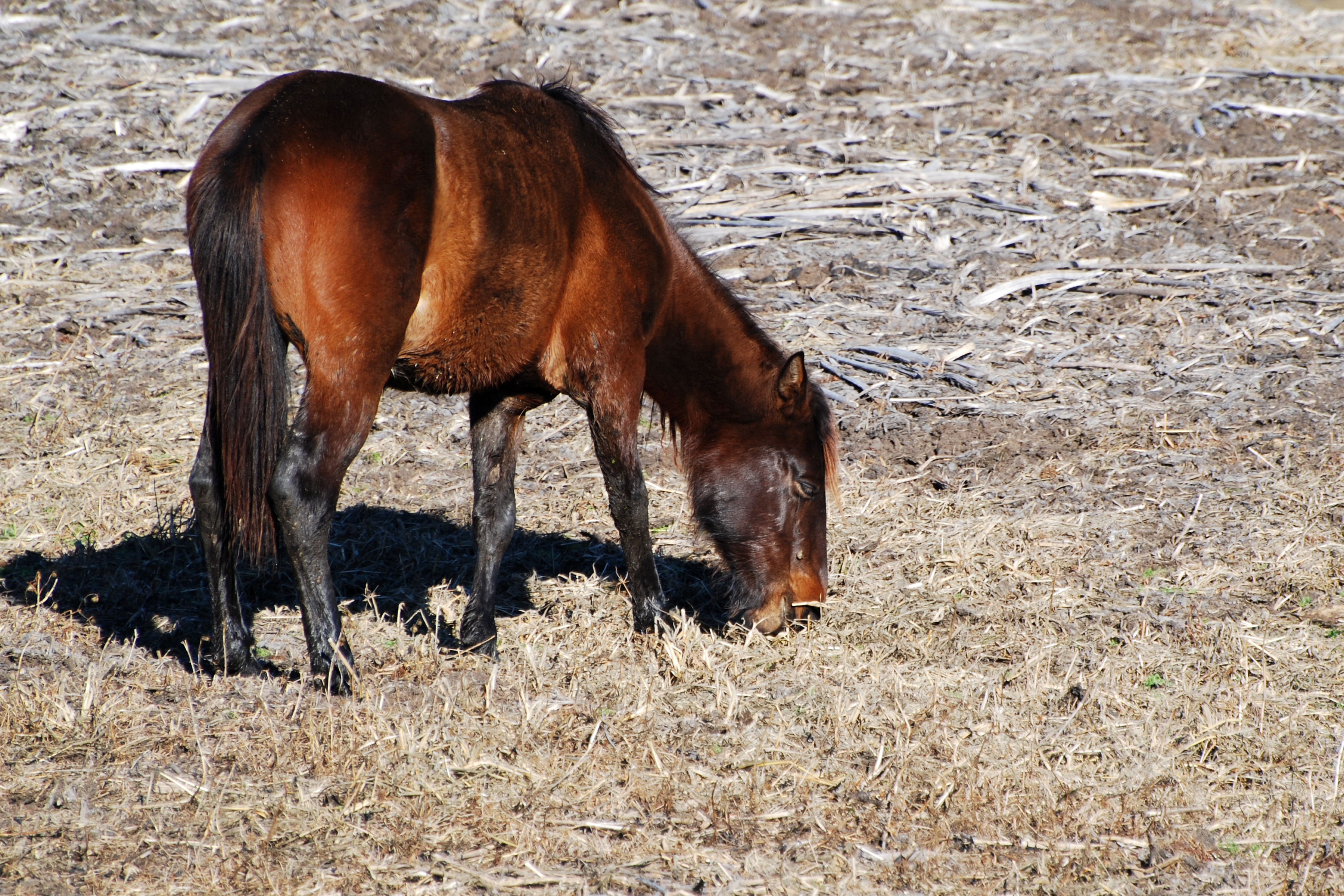
Cheval Florida Cracker dans la Paynes Prairie.

Le Florida Cracker Horse moderne est rattaché au groupe du « poney indien », et considéré comme une variété de Mustang espagnol. Il présente une convergence génétique avec les races de chevaux d'origine ibérique importées dans les Amériques. 
Il conserve la taille et la morphologie de son ancêtre espagnol, mesurant de 1,37  à   1,52 m au garrot en moyenne, pour un poids d'environ 340  à   450 kg. Le profil de tête est rectiligne ou légèrement concave, les reins sont solides et la croupe est inclinée. La fondation génétique de la race est la même que pour beaucoup d'autres chevaux développés à partir du cheval colonial espagnol en Amérique du Nord et en Amérique du Sud, notamment le Paso Fino, le Paso péruvien et le Criollo,. Il est très similaire par son type et son héritage génétique au Carolina Marsh Tacky et au cheval des Outer Banks, races et populations de style espagnol provenant de l'est des États-Unis. Les tests ADN ont toutefois prouvé que ce sont bien des races distinctes.

### Robe
Les robes les plus communes sont le bai, le noir et le gris, même si le souris, les différentes variantes du gène Dun et l'alezan sont représentés. Des individus rouans et pie existent.

### Allures
Le Florida Cracker est un cheval d'allures, l'association de race lui reconnaît deux allures supplémentaires, le running walk et l'amble, en plus des allures classiques que sont le pas, le trot et le galop. L'allure de l'amble rompu est connue sous le nom de « coon rack » par certains amateurs de la race. Le Florida Cracker Horse a fait l'objet d'une étude visant à déterminer la présence de la mutation du gène DMRT3 à l'origine des allures supplémentaire : l'étude de 24 sujets a permis de détecter la présence de cette mutation chez 66,7 % d'entre eux, et l’existence de chevaux d'allures parmi la race.  

### Sélection et génétique
Il existe quelques dissensions entre les éleveurs de chevaux descendant du cheval colonial espagnol, arguant que des lignées sont plus ou moins pures. Dans le cas du Florida Cracker Horse, les tests génétiques menés par Gus Cothran à l'université du Kentucky l'ont révélé très proche génétiquement des chevaux ibériques actuels, comme le Pure race espagnole et le Sorraia. Le Florida Cracker a très vraisemblablement subi un goulot d'étranglement génétique au cours de son histoire, ou bien la race actuelle provient d'un faible nombre de fondateurs, provoquant une perte en diversité génétique. Le taux d'hétérozygotie est en effet bas. Il reste trois lignées principales de Crackers, ainsi que quelques lignées secondaires.

### ChevalChickasaw
Le cheval Chickasaw originel, élevé par les indiens du même nom à partir des montures capturées à l'expédition de De Soto, se sont éteints après avoir été croisés pour créer le Florida Cracker Horse actuel. Ils ont influencé des races telles que le Quarter Horse, l'American Saddlebred et le Tennessee Walker. L'étude de l'université Yale (2001) à propos des races animales domestiques le voit comme une race distincte, mais d'autres sources plus récentes incluent la race du « Chickasaw » dans le Florida Cracker Horse,. Une tentative de re-création de cette race a été menée dans les années 1970, à partir de chevaux proches. Cette association a rassemblé jusqu'à 590 animaux, mais la tentative n'a pas perduré. L'étude de Yale (2001) faisait état d'un risque d'extinction imminent. Le Chickasaw était présent dans le Tennessee, en Caroline du Nord, et en Oklahoma.

## Exploitation
Ce petit cheval est historiquement un cheval de travail avec du bétail et un cheval de selle. Il est crédité d'une endurance extraordinaire : Ed Smith note dans Them Good Ole Days que le Florida Cracker Horse peut être monté plus de six heures d'affilée de nuit comme de jour, et rester frais le lendemain. Connus pour leur rapidité et leur agilité, les Florida Cracker Horse peuvent pratiquer les différentes disciplines d'équitation western.

## Diffusion de l'élevage

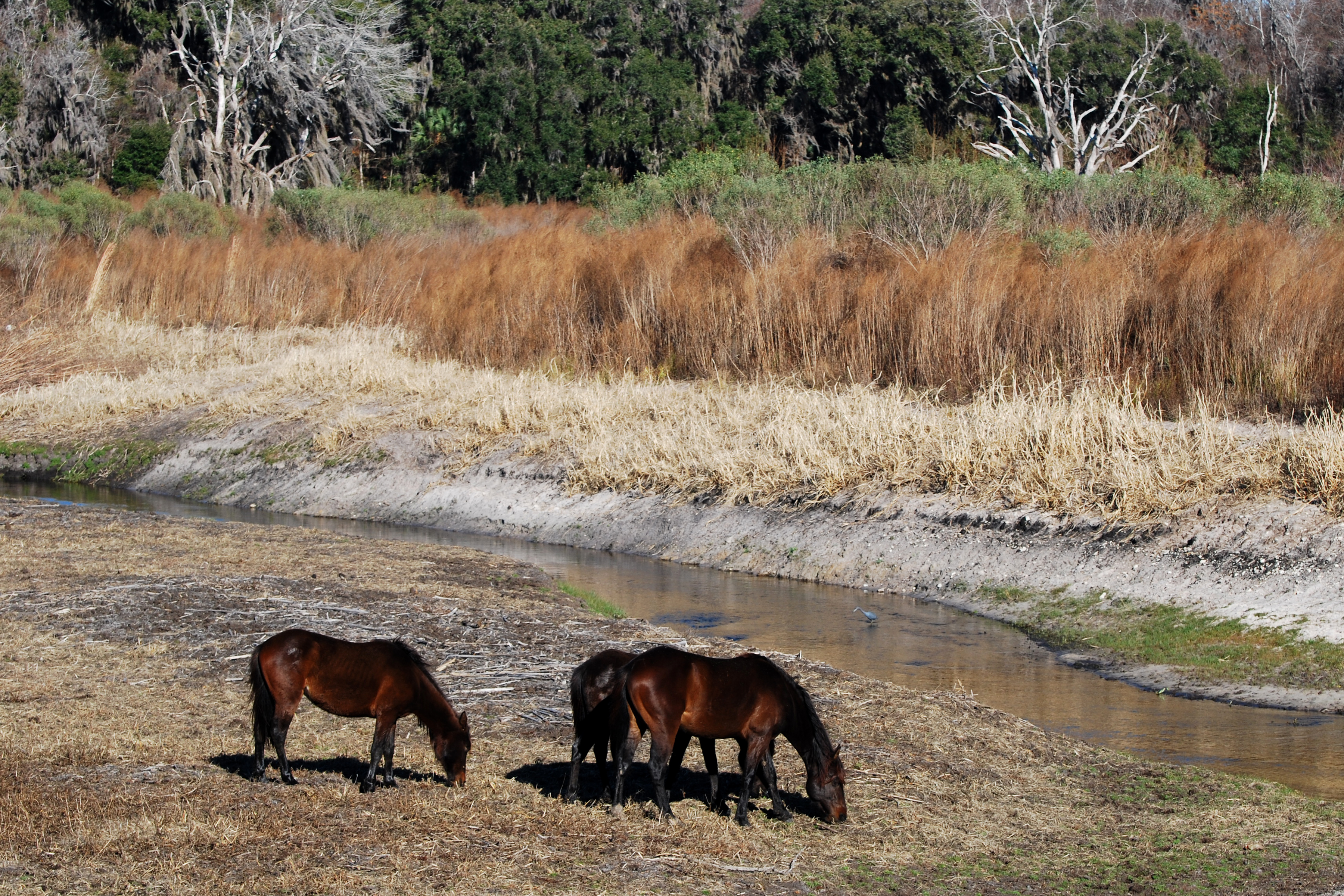
Chevaux Florida Crackers dans la Paynes Prairie.

Le Florida Cracker Horse est classé dans la base de données DAD-IS comme race de chevaux locale et native des États-Unis, propre à la Floride.
En 2009, environ 900 chevaux avaient été enregistrés depuis la création du registre. L'État de Floride maintient toujours deux groupes de chevaux issus de l'élevage de John Law Ayers à Tallahassee et à  Withlacoochee dans un but conservatoire, et un groupe de démonstration dans la Paynes Prairie. L'État vend annuellement les chevaux excédentaires provenant de ces trois troupeaux, les éleveurs individuels envoient eux aussi des chevaux à la vente. L′American Livestock Breeds Conservancy considère la race comme en état « critique » parmi la famille du cheval colonial espagnol, ce qui signifie que la population mondiale estimée pour la race est de moins de 2 000 individus, et qu'il y a moins de 200 nouvelles inscriptions chaque année aux États-Unis. Equus Survival Trust considère également la population comme en état « critique », ce qui signifie qu'il reste entre 100 et 300 juments reproductrices adultes. Le risque de disparition est accru par le manque de diffusion de l'élevage, le Florida Cracker Horse étant presque exclusivement élevé en Floride. Cependant, les effectifs connaissent une légère hausse dans les années 2000.